# Montiniaceae
Montiniaceae – rodzina roślin z rzędu psiankowców (według systemu APG IV z 2016). Obejmuje trzy rodzaje z 5 gatunkami. Trzy gatunki z rodzaju Gravea występują w lasach na Madagaskarze, we wschodniej Afryce, w zachodnim Kongo i w Ghanie. Kaliphora madagascarensis jest endemitem zimozielonych lasów na Madagaskarze. Montinia caryophyllacea rośnie w Afryce Południowej, Botswanie i Angoli na terenach suchych i w lasach. Rośliny z tej rodziny zasiedlają głównie miejsca wilgotne i tereny zalewowe.
Rośliny z rodzaju Gravea są używane jako lecznicze.  

## Morfologia
PokrójMałe drzewa (do 7,5 m wysokości), krzewy i pnącza. Pędy są często żebrowane z listewkami biegnącymi od schodzących nasad liści i w węzłach zgrubiałe.
LiściePojedyncze i całobrzegie. W rodzaju Montinia skrętoległe i okazałe (do 25 cm długości i 20 cm szerokości). U Gravea są naprzeciwległe i małe (do 5–7 cm długości i 1–2,5 cm szerokości). U Kaliphora mają wygląd pośredni pod względem wymiarów i ułożenia – wyglądają jak skrętoległe, ale naprzeciw liścia obecny jest zredukowany liść lub przylistek. U Montinia i Kaliphora są krótkoogonkowe, u Gravea – długoogonkowe.
KwiatyJednopłciowe (rośliny są dwupienne). U Gravea i Montinia kwiaty męskie wyrastają w rozpierzchłych wiechach szczytowych i w kątach liścia, podczas gdy kwiaty żeńskie są pojedyncze lub wyrastają szczytowo w parach. U Kaliphora kwiatostany męskie i żeńskie mają postać niewielkich gron. Kwiaty są promieniste, zwykle 3-krotne u Kaliphora i Montinia, 4-krotne u Gravea, męskie są drobne, a żeńskie okazałe. Kielich z niewielkimi działkami, płatki korony białe do żółtawych, drobne w kwiatach męskich, większe w żeńskich. W kwiatach żeńskich zalążnia jest dolna, jajowata do wydłużonej. U Kaliphora dwudzielne znamię jest siedzące, u pozostałych rodzajów także jest dwudzielne, ale znajduje się na tęgim, stożkowatym słupku.
OwoceZróżnicowane w poszczególnych rodzajach. U Montinia są to torebki pękające dwiema klapami. U Grevea owoce są suche, niepękające, czasem kolczaste. U Kaliphora są soczyste.

## Systematyka
Ustalenie jednoznacznej pozycji systematycznej rodziny jest kłopotliwe. W dawniejszych systemach należące tu rodzaje włączane były do skalnicowców Saxifragaceae s.l. W systemie Cronquista (1981) zaliczone zostały do agrestowatych (Grossulariaceae). W systemie Takhtajana (1997) rodzaje rozbite na rodziny Montiniaceae i Kaliphoraceae sytuowane były w rzędzie hortensjowców (Hydrangeales). Badania molekularne wskazują na przynależność tych roślin do psiankowców (Solanales) i tak sytuowane są w systemach APG. Analizy morfologiczne i anatomia kwiatów nie potwierdzają takiej przynależności świadcząc raczej o powiązaniach tych roślin z twardziczkowcami (Escalloniales).
Pozycja systematyczna według APweb (aktualizowany system APG IV z 2016)
|  | Montiniaceae                                                    |
|  |                                                                 |
|  | \| \| Sphenocleaceae \| \| \| \| \| \| Hydroleaceae \| \| \| \| |
|  |                                                                 |
|  | Sphenocleaceae                                                  |
|  |                                                                 |
|  | Hydroleaceae                                                    |
|  |                                                                 |

|  | Sphenocleaceae |
|  |                |
|  | Hydroleaceae   |
|  |                |

|  | powojowate Convolvulaceae |
|  |                           |
|  | psiankowate Solanaceae    |
|  |                           |

|  | Montiniaceae                                                    |
|  |                                                                 |
|  | \| \| Sphenocleaceae \| \| \| \| \| \| Hydroleaceae \| \| \| \| |
|  |                                                                 |
|  | Sphenocleaceae                                                  |
|  |                                                                 |
|  | Hydroleaceae                                                    |
|  |                                                                 |

|  | Sphenocleaceae |
|  |                |
|  | Hydroleaceae   |
|  |                |

|  | powojowate Convolvulaceae |
|  |                           |
|  | psiankowate Solanaceae    |
|  |                           |

Podział systematyczny
- Grevea Baill.
- Kaliphora Hook. f.
- Montinia Thunb.